# Sonia Lopes
Sonia Lopes (* 24. Dezember 1972) ist eine portugiesische Badmintonspielerin. 

## Karriere
Sonia Lopes wurde 1991 erstmals portugiesische Meisterin. Weitere Titelgewinne folgten im jährlichen Rhythmus bis 1995 auf eine Gesamtbilanz von sechs Meisterschaftsgewinnen.

## Sportliche Erfolge
| Saison | Veranstaltung                                | Disziplin   | Platz | Name                         |
| ------ | -------------------------------------------- | ----------- | ----- | ---------------------------- |
| 1990   | Portugal: Einzelmeisterschaften der Junioren | Mixed       | 1     | Fernando Silva / Sonia Lopes |
| 1991   | Portugal: Einzelmeisterschaften              | Mixed       | 1     | Fernando Silva / Sonia Lopes |
| 1992   | Portugal: Einzelmeisterschaften              | Mixed       | 1     | Fernando Silva / Sonia Lopes |
| 1993   | Portugal: Einzelmeisterschaften              | Mixed       | 1     | Fernardo Silva / Sonia Lopes |
| 1994   | Portugal: Einzelmeisterschaften              | Mixed       | 1     | Fernando Silva / Sonia Lopes |
| 1995   | Portugal: Einzelmeisterschaften              | Mixed       | 1     | Fernando Silva / Sonia Lopes |
| 1995   | Portugal: Einzelmeisterschaften              | Damendoppel | 1     | Ana Lopes / Sonia Lopes      |